# 579 a.C.
Il 579 a.C. (DLXXIX a.C. in numeri romani) è un anno  del VI secolo a.C.

## Morti
- Tarquinio Prisco, quinto re di Roma.